# سمنتوم

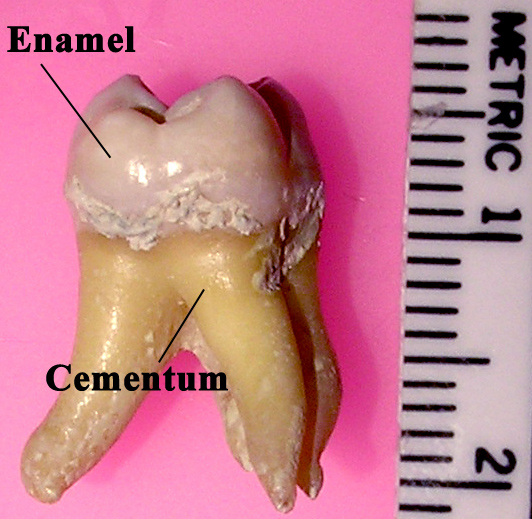
قسمت پایینی دندان که در عکس نشان داده شده است همان سمنتوم آن است

سِمِنتوم (به انگلیسی: Cementum) یا ساروجه قسمت رویی ریشهٔ دندان است که بافتی سخت و آهکی دارد.
در خارج از سمنتوم و حد فاصل سمنتوم و alveolar bone ، پریودنتال لیگامنت (PDL) قرار دارد.

## قسمت‌های مختلفدندان

### تاج دندان
- مینا
- عاج
- پالپ
- لثه

### ریشه دندان
- سمنتوم
- استخوان